# Conseil consultatif pour la transition nationale
Le conseil consultatif pour la transition nationale (CATN, en catalan Consell Assessor per a la Transició Nacional) est un organe consultatif de la Généralité de Catalogne. Créé en février 2013, il est chargé de conseiller le gouvernement pour l'application de son programme indépendantiste, et notamment pour l'organisation d'une consultation d'autodétermination. Il est composé de quinze membres, principalement issus du monde universitaire, et présidé par Carles Viver i Pi-Sunyer (ca). Il est rattaché au département de la présidence.
Le CATN a remis au gouvernement 19 rapports thématiques sur les étapes du processus souverainiste, les conditions juridiques et financières d'une éventuelle indépendance de la Catalogne, les institutions du futur État, et ses relations avec l'Espagne, l'Union européenne et la communauté internationale. Ces travaux sont réunis dans un Livre blanc de la transition nationale de la Catalogne en septembre 2014. Ils contribuent, avec ceux de la commission d'étude du droit de décider et du Pacte national pour le droit de décider, à la préparation de la consultation sur l'indépendance du 9 novembre 2014.

## Organisation

### Création
Le deuxième gouvernement d'Artur Mas, investi en décembre 2012, est formé par les nationalistes de Convergence et Union (CiU) et soutenu par la gauche indépendantiste d'Esquerra Republicana de Catalunya (ERC). Leur programme de gouvernement commun, intitulé Pacte pour la liberté, prévoit un processus souverainiste qui doit aboutir à la tenue d'une consultation d'autodétermination en 2014. Selon les termes de l'accord, un « conseil catalan pour la transition nationale », composé de personnalités qualifiées, sera chargé d'animer et de coordonner le processus souverainiste. Les deux partis s'accordent sur la création de cet organisme lors de leur première réunion ordinaire, en janvier 2013, et mettent en œuvre la première étape de leur programme en adoptant au Parlement la déclaration de souveraineté et du droit de décision du peuple de Catalogne.
Le conseil consultatif pour la transition nationale (CATN) est créé par décret du 12 février 2013. Il s'agit d'un organe consultatif de la Généralité, dont le rôle est d'assister le gouvernement par son expertise. Son objet est d'« analyser et identifier toutes les alternatives juridiques disponibles sur le processus de transition nationale ». Il est rattaché au département de la présidence dirigé par Francesc Homs.
Le CATN tient sa réunion constitutive le 11 avril 2013. Il est composé de quatorze experts, issus majoritairement du monde universitaire, et présidé par le magistrat spécialiste de droit constitutionnel Carles Viver i Pi-Sunyer (ca).

### Oppositions
Les partis d'opposition unionistes contestent la création du conseil consultatif pour la transition nationale. Ciutadans (C's) accuse le gouvernement de créer « un instrument politique au seul service de l'indépendantisme et du séparatisme », et exerce un recours contre sa création devant le Tribunal Superior de Justícia de Catalunya (ca) (TSJC). Le TSJC rejette la demande de suspension du décret dans l'attente d'un jugement sur le fond.
Le gouvernement espagnol considère que la création du conseil consultatif pour la transition nationale fait application de la déclaration de souveraineté adoptée par le Parlement de Catalogne 23 janvier 2013, contre laquelle il a exercé un recours devant le Tribunal constitutionnel.
Le syndicat Manos Limpias dépose une plainte contre le président Artur Mas pour prévarication devant le Tribunal Superior de Justícia de Catalunya (ca) (TSJC), qui est rejetée comme dénuée de fondement en mai 2013. Il ouvre une nouvelle procédure l'année suivante, également rejetée par le TSCJ qui y voit « un procès en appel dissimulé ».

## Composition

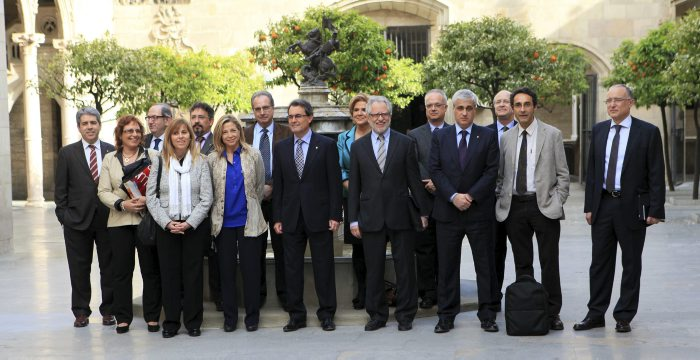
Les membres du conseil consultatif pour la transition nationale lors de sa réunion constitutive, le 11 avril 2013.

Le décret de création du conseil consultatif pour la transition nationale prévoit que celui-ci est composé d'« un-e président-e, un-e vice-président-e, un-e secrétaire et 6 à 12 membres, nommés par le président de la Généralité ». Les membres sont « des personnalités de renom dans les différences disciplines liées au processus » de transition nationale. Ils ne sont pas rémunérés ni indemnisés pour leur participation.
Les membres du CATN sont :
- Enoch Albertí i Rovira (ca), professeur de droit constitutionnel à l'université de Barcelone ;
- Germà Bel i Queralt (ca), professeur d'économie à l'université de Barcelone ;
- Carles Boix i Serra, professeur de sciences politiques à l'université de Princeton ;
- Núria Bosch i Roca (ca), professeure de finances publiques à l'université de Barcelone ;
- Salvador Cardús i Ros (ca), professeur de sociologie à l'université autonome de Barcelone ;
- Àngel Castiñeira i Fernández (ca), titulaire de la chaire de direction et gouvernance démocratique et du département de sciences sociales de l'École supérieure d'administration et de direction d'entreprises ;
- Víctor Cullell i Comellas, directeur général de l'analyse et de la prospective au département de la présidence ;
- Francina Esteve i Garcia (ca), professeur de droit international à l'université de Gérone ;
- Joan Font i Fabregó (ca), entrepreneur ;
- Rafael Grasa i Hernández (ca), professeur de relations internationales de l'université autonome de Barcelone ;
- Pilar Rahola, journaliste et écrivaine
- Josep Maria Reniu i Vilamala (ca), professeur de sciences politiques à l'université de Barcelone ;
- Ferran Requejo i Coll (ca), professeur de sciences politiques à l'université Pompeu Fabra ;
- Joan Vintró i Castells (ca), professeur de droit constitutionnel de l'université de Barcelone ;
- Carles Viver i Pi-Sunyer (ca), magistrat et directeur de l'Institut d'études autonomiques.

Le CATN a pour président Carles Viver i Pi-Sunyer (ca), pour vice-présidente Núria Bosch (ca) et pour secrétaire Víctor Cullell. À partir de février 2015, Núria Bosch exerce la présidence après que Carles Viver i Pi-Sunyer a été nommé commissaire à la transition nationale.

## Travaux
Le conseil consultatif pour la transition nationale exerce sa fonction de conseil au gouvernement en produisant des rapports sur les différents aspects du processus souverainiste. Le premier document, remis au gouvernement en juillet 2013, étudie les voies légales pour organiser une consultation d'autodétermination. Le CATN élabore également des rapports thématiques sur les conditions de réussite du projet d'indépendance, les étapes de la création du nouvel État, et ses conséquences juridiques, administratives et financières, et formule des recommandations sur la conduite du processus, les institutions du futur État et ses relations avec l'Espagne, l'Union européenne et la communauté internationale.
Les 18 rapports prévus sont achevés en juillet 2014, et réunis dans un Livre blanc de la transition nationale, publié le 29 septembre 2014. Un 19e rapport, remis en avril 2015, établit le bilan de la consultation d'autodétermination du 9 novembre 2014.
Le Livre blanc de la transition nationale de la Catalogne comprend :
1. La consulta sobre el futur polític de Catalunya, juillet 2013 ;
2. L'administració tributària de Catalunya, décembre 2013 ;
3. Les relacions de cooperació entre Catalunya i l'Estat espanyol, décembre 2013 ;
4. Internacionalització de la consulta i del procés d'autodeterminació de Catalunya, décembre 2013 ;
5. Les tecnologies de la informació i de la comunicació a Catalunya, décembre 2013 ;
6. Les vies d'integració de Catalunya a la Unió Europea, avril 2014 ;
7. La distribució d'actius i passius, juillet 2014 ;
8. Política monetària (Euro), Banc Central i supervisió del sistema financer, juillet 2014 ;
9. L'abastament d'aigua i d'energia, juillet 2014 ;
10. El procés constituent, juillet 2014 ;
11. Les relacions comercials entre Catalunya i Espanya, juillet 2014 ;
12. Autoritats reguladores i de la competència i estructures administratives exigides per la Unió Europea, juillet 2014 ;
13. La integració a la comunitat internacional, juillet 2014 ;
14. El poder judicial i l'Administració de justícia, juillet 2014 ;
15. La Seguretat Social catalana, juillet 2014 ;
16. La successió d'ordenaments i Administracions, juillet 2014 ;
17. La seguretat interna i internacional de Catalunya, juillet 2014 ;
18. La viabilitat fiscal i financera d'una Catalunya independent, juillet 2014 ;
19. El procés per fer la consulta sobre el futur polític de Catalunya: un balanç, avril 2015.